# 庫特峰
46°45′35″N 9°22′56″E / 46.7596°N 9.3823°E

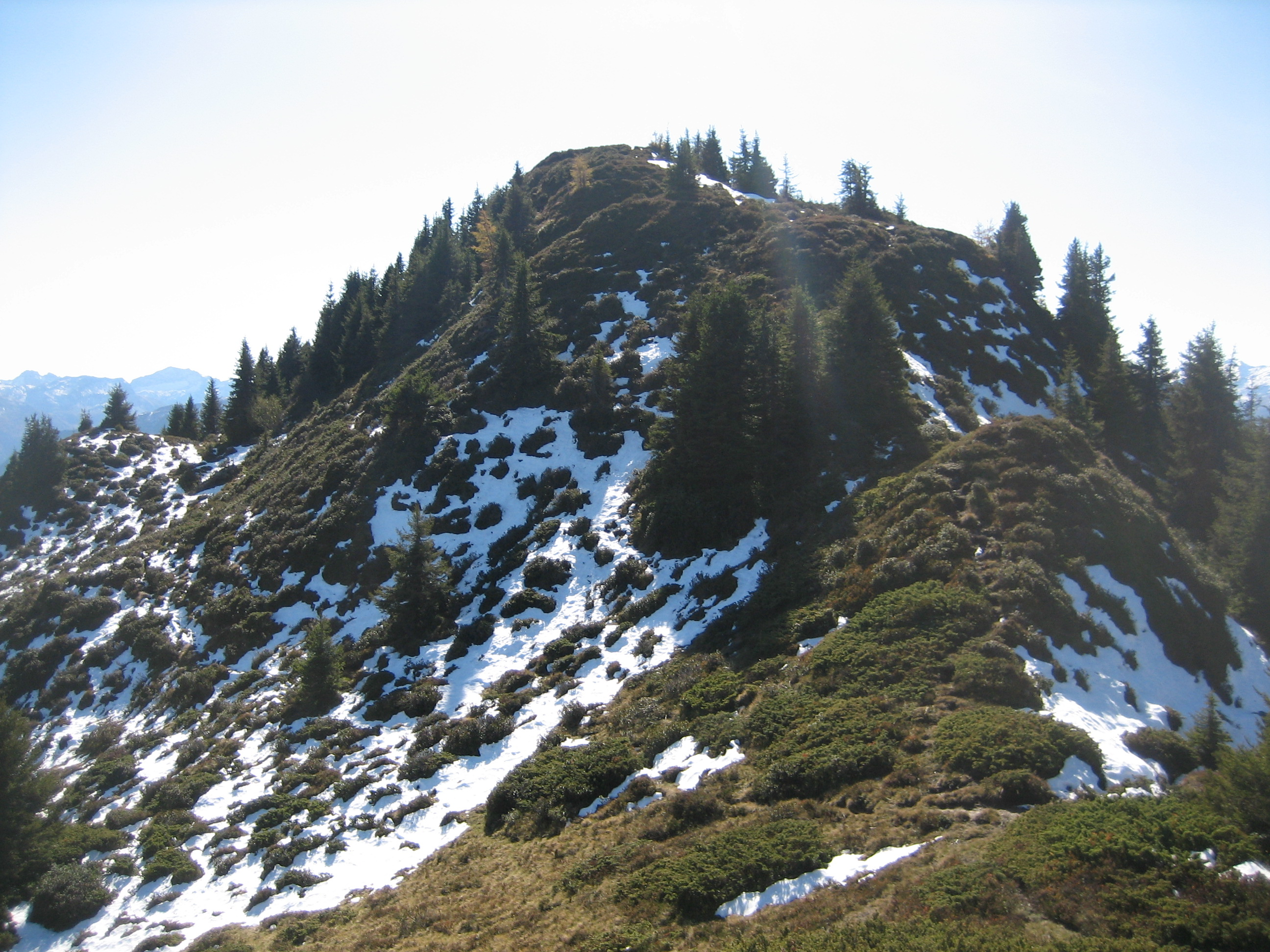

庫特峰（Cresta dil Cot），是瑞士的山峰，位於該國東南部，由格勞賓登州負責管轄，屬於阿爾布拉山脈的一部分，距離上普雷策山1.8公里，海拔高度2,016米，每年平均降雨量1,929毫米。